# Jean Toulout
Jean Joseph Charles Toulout (28 de septiembre de 1887 -  18 de octubre de 1962) fue un actor teatral y cinematográfico, guionista y director de nacionalidad francesa.

## Biografía
Su nombre completo era Jean Joseph Charles Toulout, y nació en París, Francia Casado con la actriz Yvette Andréyor entre 1917 y 1926, falleció en su ciudad natal en 1962.

## Teatro
- 1907 : Marion Delorme, de Victor Hugo, Comédie-Française
- 1908 : La Fille de Pilate, de René Fauchois, Teatro Hébertot
- 1911 : L'Hirondelle, de Ath. Moreux y J. Pérard, escenografía de Firmin Gémier, Explanada de los Inválidos, Teatro nacional ambulante Gémier
- 1913 : Le Procureur Hallers, de Louis Forest y Henry de Gorsse a partir de Paul Lindau, escenografía de Firmin Gémier, Teatro Antoine
- 1922 : Le Vertige, de Charles Méré, escenografía de  André Brulé, Théâtre de Paris
- 1928 : Le Carnaval de l'amour, de Charles Méré, escenografía de Émile Couvelaine, Teatro de la Porte Saint-Martin
- 1945 : Tristan et Yseut, de Lucien Fabre, escenografía de Alfred Pasquali, Teatro Édouard VII
- 1947 : Nous irons à Valparaiso, de Marcel Achard, escenografía de Pierre Blanchar, Théâtre de l'Athénée
- 1948 : Nous irons à Valparaiso, de Marcel Achard, escenografía de Pierre Blanchar, Théâtre des Ambassadeurs
- 1951 : El diablo y Dios, de Jean-Paul Sartre, escenografía de Louis Jouvet, Teatro Antoine
- 1955 : Nekrassov, de Jean-Paul Sartre, escenografía de Jean Meyer, Teatro Antoine
- 1955 : Anastasia, de Marcelle Maurette, escenografía de Jean Le Poulain, Teatro Antoine
- 1959 : Tres sombreros de copa, de Miguel Mihura, escenografía de Olivier Hussenot, Teatro de la Alliance française

## Filmografía

### Actor
| - 1912 : Il y a des pieds au plafond, de Abel Gance - 1912 : Le Nègre blanc, de Abel Gance - 1912 : La digue, de Abel Gance - 1912 : La Maison des lions, de Louis Feuillade - 1912 : Le Masque d'horreur, de Abel Gance - 1913 : Fascination, de Gérard Bourgeois - 1913 : L'Homme qui assassina, de Henri Andréani - 1913 : Toinon la ruine, de Alexandre Devarennes - 1913 : Jacques, l'honneur, de Henri Andréani - 1914 : L'Arriviste, de Gaston Leprieur - 1914 : La Goualeuse, de Alexandre Devarennes - 1914 : Les Enfants d'Édouard, de Henri Andréani - 1914 : Montmartre, de René Leprince - 1914 : Ne touchez pas au drapeau, de Jacques Roullet - 1916 : C'est pour les orphelins !, de Louis Feuillade - 1916 :Le calvaire de Mignon, de Marcel Simon - 1916 : Léda (anónima) - 1917 : Le cas du procureur Lesnin, de Jacques de Baroncelli - 1917 : Le porteur aux halles, de Gaston Leprieur - 1917 : La Petite Mobilisée, de Gaston Leprieur - 1917 : L'Autre, de Louis Feuillade - 1918 : Trois familles, de Alexandre Devarennes - 1918 : La Dixième Symphonie, de Abel Gance - 1918 : Humanité, de Albert Dieudonné - 1919 : Le Mystère de la villa Mortain, de Pierre Bressol - 1919 : La Faute d'Odette Maréchal, de Henry Roussell - 1919 : Jacques Landauze, de André Hugon - 1919 : La Mission du docteur Klivers, de Pierre Bressol - 1920 : La Fête espagnole, de Germaine Dulac - 1921 : La Belle Dame sans merci, de Germaine Dulac - 1921 : La Vivante épingle, de Jacques Robert - 1921 : La Nuit du 13, de Henri Fescourt - 1921 : Mathias Sandorf, de Henri Fescourt - 1921 : Le Roi de Camargue, de André Hugon - 1921 : Chantelouve, de Georges Monca y Rose Pansini - 1922 : La Conquête des Gaules, de Maurice Yonnet y Jan B. Dyl - 1922 : Le Crime de Monique, de Robert Péguy - 1922 : Notre Dame d'amour, de André Hugon | - 1922 : Le Diamant noir, de André Hugon - 1922 : Judith, de Georges Monca y Rose Pansini - 1923 : Le Mariage de nuit, de Armand du Plessis - 1923 : La Rue du pavé d'amour, de André Hugon - 1923 : La Garçonne, de Armand du Plessis - 1924 : Au secours !, de Abel Gance - 1925 : Les Misérables, de Henri Fescourt - 1926 : Titi premier, roi des gosses, de René Leprince - 1927 : Princesse Masha, de René Leprince - 1927 : Antoinette Sabrier, de Germaine Dulac - 1929 : Les Trois Masques, de André Hugon - 1929 : Monte Cristo, de Henri Fescourt - 1929 : La Merveilleuse vie de Jeanne d'Arc, de Marco de Gastyne - 1930 : Nuits de princes, de Marcel L'Herbier - 1930 : Le Tampon du Capiston – solo codirector - - 1930 : La Femme et le Rossignol, de André Hugon – solo guion - - 1930 : Lévy and Cie, de André Hugon – solo guion - - 1930 : Le Poignard malais, de Roger Goupillières - 1930 : La Tendresse, de André Hugon - 1931 : L'Ensorcellement de Séville, de Benito Perojo - 1931 : Le Marchand de sable, de André Hugon, también guion - 1932 : La Croix du sud, de André Hugon - 1933 : L'Épervier, de Marcel L'Herbier - 1933 : Le Petit roi, de Julien Duvivier - 1934 : La cinquième empreinte, de Karl Anton - 1934 : La reine de Biarritz – solo dirección y guion - - 1934 : Fedora, de Louis Gasnier - 1934 : Un de la montagne, de Serge de Poligny y René Le Hénaff - 1934 : Le Bonheur, de Marcel L'Herbier - 1934 : Les Nuits moscovites, de Alexis Granowsky - 1935 : Stradivarius, de Geza von Bolvary y Albert Valentin - 1935 : Un homme de trop à bord, de Gerhardt Lamprecht y Roger Le Bon - 1936 : Le Faiseur, de André Hugon - 1936 : La Chanson du souvenir, de Detlef Sierck y Serge de Poligny - 1936 : Le Vertige, de Paul Schiller - 1936 : Tarass Boulba, de Alexis Granowsky - 1936 : Les Gais Lurons, de Paul Martin y Jacques Natanson - 1936 : Les Mariages de Mademoiselle Lévy, de André Hugon - 1937 : Miarka, la fille à l'ourse, de Jean Choux - 1937 : Monsieur Bégonia, de André Hugon | - 1937 : La Danseuse rouge, de Jean-Paul Paulin - 1937 : Double crime sur la ligne Maginot, de Félix Gandera - 1937 : Prince de mon cœur, de Jacques Daniel-Norman - 1937 : Le Porte-veine, de André Berthomieu - 1937 : Nuits de feu, de Marcel L'Herbier - 1938 : La Rue sans joie, de André Hugon - 1938 : Le Héros de la Marne, de André Hugon - 1939 : Entente cordiale, de Marcel L'Herbier - 1939 : Cas de conscience, de Walter Kapps - 1942 : La Neige sur les pas, de André Berthomieu - 1942 : La Croisée des chemins, de André Berthomieu - 1943 : La Sévillane, de André Hugon - 1943 : Le Chant de l'exilé, de André Hugon - 1943 : Ne le criez pas sur les toits, de Jacques Daniel-Norman - 1943 : Arlette et l'Amour, de Robert Vernay - 1944 : La Rabouilleuse, de Fernand Rivers - 1944 : Le Bossu, de Jean Delannoy - 1945 : Peloton d'exécution, de André Berthomieu - 1945 : Le Diamant de cent sous, de Jacques Daniel-Norman - 1947 : Vertiges, de Richard Pottier - 1948 : Le Secret de Mayerling, de Jean Delannoy - 1948 : L'Armoire volante, de Carlo Rim - 1949 : Docteur Laennec, de Maurice Cloche - 1949 : La Femme nue, de André Berthomieu - 1951 : Édouard et Caroline, de Jacques Becker - 1951 : Les Deux Gamines, de Maurice de Canonge - 1952 : Jamais deux sans trois, de André Berthomieu - 1952 : La Fugue de monsieur Perle, de Pierre Gaspard-Huit - 1953 : Madame de..., de Max Ophüls - 1954 : Avant le déluge, de André Cayatte - 1954 : Obsession, de Jean Delannoy - 1956 : Le Pays d'où je viens, de Marcel Carné - 1957 : Trois jours à vivre, de Gilles Grangier - 1959 : Clarisse Fenigan |

### Guionista
- 1930 : La Femme et le Rossignol
- 1930 : Les Galeries Lévy et Cie
- 1931 : Le Marchand de sable
- 1931 : Moritz macht sein Glück

### Director
- 1930 : Le Tampon de capiston
- 1934 : La Reine de Biarritz